# 康斯坦丁尼夫卡 (大萊佩蒂哈市鎮)
47°9′5″N 34°6′58″E / 47.15139°N 34.11611°E
康斯坦丁尼夫卡（烏克蘭語：Костянтинівка）是位於烏克蘭南部的村莊，由赫爾松州卡霍夫卡區的大萊佩蒂哈市鎮負責管轄。該村始建於1796年，面積1.31平方公里，海拔高度77米，2001年人口365，人口密度每平方公里279.3人。